# Problepsis pareda
Problepsis pareda là một loài bướm đêm trong họ Geometridae.